# Henry Sandham
Henry Sandham (Montréal 24 mai 1842 - Londres 21 juin 1910) est un photographe, un peintre, un illustrateur et directeur de publication canadien.

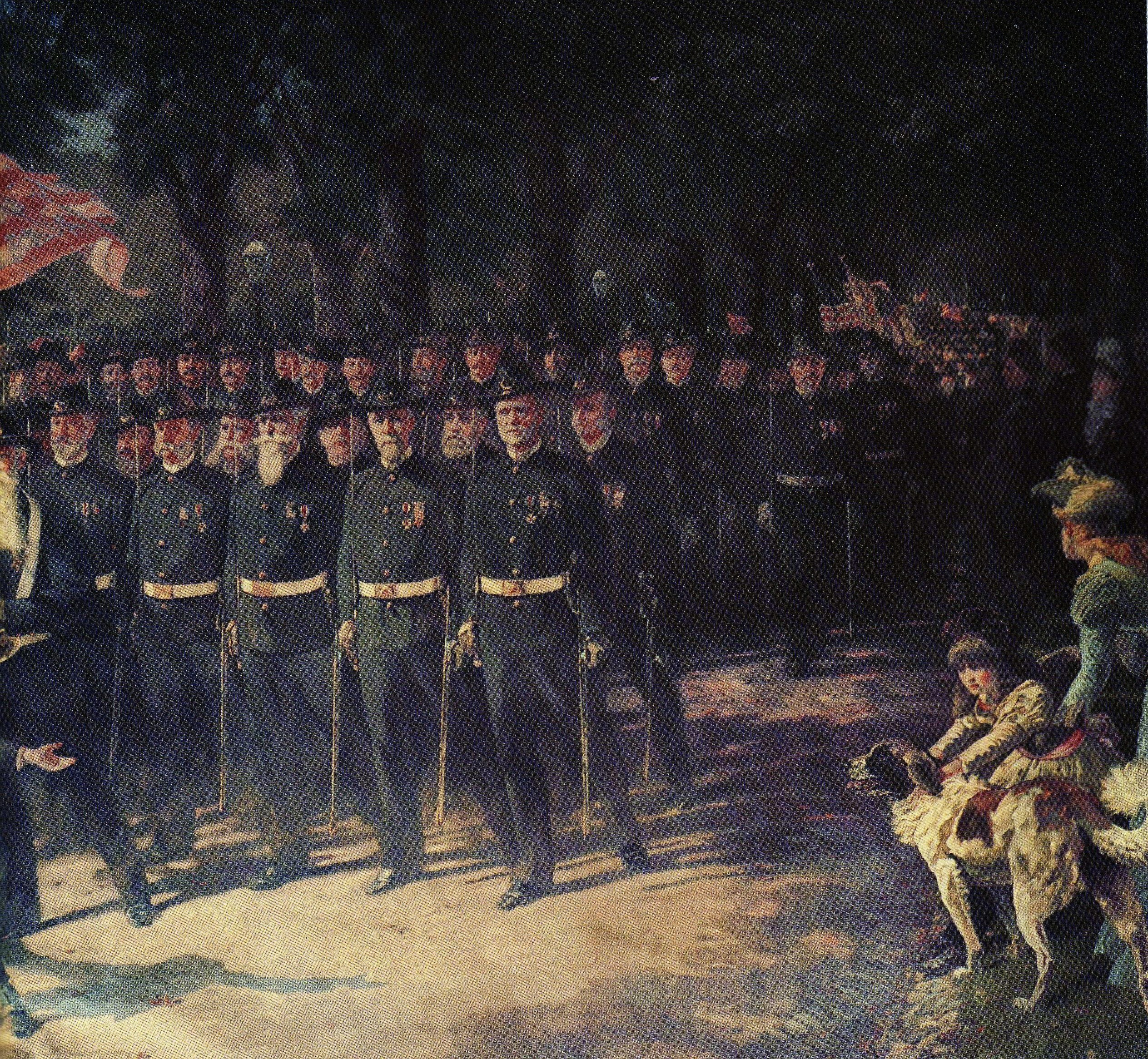
Le défilé des vétérans de la guerre de Sécession à Boston à l'occasion du Decoration Day. Huile sur toile. 1896

## Biographie
Dès son enfance, Henry s'initie à l'art par l'entreprise de son père, John Sandham, qui possède une entreprise en peinture en bâtiments dans Griffintown . Henry souhaite avoir une carrière dans les arts, ce qui ne plaît pas du tout à son père. Le conflit au sujet de son avenir pousse Henry à assurer sa subsistance et il entre au service de William Notman à quatorze ans, puis il devient l'assistant de John Arthur Fraser à dix-huit ans.
Formé naturellement au contact de Fraser, il évolue avec Charles Jones Way, Adolphe Vogt et Otto Reinhold Jacobi. Il succède à Fraser en 1868 quand celui-ci part pour Toronto en tant qu'associé de Notman. Après avoir amélioré la technique initiale du studio, il monte plusieurs photographies composites et remporte une médaille à l'exposition universelle de 1878. De 1877 à 1882, il est l'associé principal de Notman dans la firme Notman and Sandham.
Membre de l'Association des beaux-arts de Montréal et de la Société des artistes canadiens, il participe activement dans le milieu artistique montréalais et présente régulièrement ses illustrations et peintures à l’Ontario Society of Artists. Dessinateur pour William George Beers, sa réputation dans le domaine de l'illustration est établie en 1880 lorsqu'il collabore dans un article de George Monroe Grant.
Profitant d'un règlement permettant l'établissement à l'étranger, il travaille ensuite à Londres et Boston. En 1882, le Century Monthly Magazine l'envoie en Californie dans un projet d'illustration avec l'auteure Helen Hunt Jackson. À l'époque, il expose souvent au Boston Art Club et à l’American Water Color Society. En 1893, 1895 et 1897, il expose lors des expositions universelles de Chicago, 
En 1901, il se rend à Londres, ayant définitivement quitté sa demeure de Boston. Jusqu'en 1908, il y poursuit son travail d'illustrateur au Royal Academy of Arts avant de décéder en 1910 à Londres où il réside depuis quelque temps. Il est enterré au cimetière londonien de Kensal Green.

## Musées et collections publiques
- Agnes Etherington Art Centre
- Art Gallery of Hamilton
- Bibliothèque et Archives Canada[3]
- Musée de la Nouvelle-Écosse
- Musée des beaux-arts de Boston[4]
- Musée des beaux-arts de l'Ontario
- Musée des beaux-arts du Canada[5]
- Musée du Château Ramezay
- Musée McCord[6]
- Musée national des beaux-arts du Québec[7]
- The Robert McLaughlin Gallery
- Tom Thomson Memorial Art Gallery
- The Winnipeg Art Gallery